# それでも愛を誓いますか?
『それでも愛を誓いますか？』（それでもあいをちかいますか）は、萩原ケイクによる漫画、およびそれを題材とするテレビドラマ。めちゃコミック×fufuの独占先行配信作品として、2019年6月28日より2022年7月1日まで『めちゃコミック』（アムタス）ほかにて連載。単行本は双葉社より刊行されている。萩原の作品が単行本化されるのは、本作が初である。2021年8月時点で電子版を含めた累計発行部数は150万部を突破している。2021年にテレビドラマ化。
夫との間で様々な悩みを抱く、結婚8年目の主人公・純須純を描いた作品。

## あらすじ
結婚を機に専業主婦として生活を送っていた純須純。結婚8年目で今も夫婦仲は良いが、セックスレス5年目で子供はおらず、夫・武頼に「子どもが欲しい」と伝えてもかわされるばかりで、思い描いていたものとは違う夫婦生活に苛立ちを感じていた。
そんな中、純は鬱々とした生活を変えるべく、ノベルティグッズメーカー・ヒカリノラボに就職。契約社員として働き始める中、10歳年下の若手社員・真山篤郎と出会い、彼の素直さに惹かれていく。
一方、武頼の元に同窓会の案内が届き、そこで高校時代の元恋人・足立沙織と再会を果たす。

## 登場人物
純須 純（すみす じゅん）
本作の主人公。35歳→36歳。結婚8年目→9年目。様々な悩みを抱いている。派遣社員として再就職する。
純須 武頼（すみす たけより）
39歳→40歳。純の夫。建設会社勤め。とある過去から子供を持つことに関して積極的になれない。
足立 沙織（あだち さおり）
武頼の高校時代の同級生。シングルマザーで、息子・悠介と母との3人で住んでいる。中学校の教師として国語を教えている。武頼とは高校時代に2ヶ月ほど付き合ったことがあるが、高校の同窓会で再会したのを機に度々武頼と会うようになる。
真山 篤郎（まやま あつろう）
純の再就職先に勤める若手社員。23歳。マスクをしている。純とは年齢を超えて親しくなり、次第に彼女に惹かれるようになる。

## 制作背景
本作の読者層は20代女性や子供のいる専業主婦であるが、読者に「私の分身がここにいる」と思ってもらうために、当初は「純と同じ30代女性で、何かに悩んでいる女性」にターゲットを絞り、描き始められた。純や真山、夫の武頼や沙織など、それぞれが抱える問題について、作者の萩原が経験しているわけではなく、インターネットで社会で問題になっていることをチェックし、描くときの参考にしているという。
真山については「日常生活で、マスクをしている20代前半の男性たち」も参考にしているという。萩原は真山について「人気が出てほしい」と考え登場させたため、真山が読者からの人気が根強く、好評となったことに対して「嬉しい」と語っている。
萩原は本作の執筆にあたり、「一話一話が神回だと思ってもらえるようにすること」を意識しており、「同じ悩みを抱えている読者の方が傷つかないか」と悩みながらも、センシティブな内容をあえて描き、担当編集者に表現について判断を頼んでいる。

## 他者からの評価
フリーライターの若林理央は「リアルとときめきを描いた漫画」としてすぐに思い浮かぶ作品に本作を挙げ、それが本作の醍醐味だという。「『電子コミックと言えば過激な描写が多いもの』という先入観を打ち砕くような、繊細なタッチ」で話が展開される本作を、「女性たちの新しいバイブル」であると評価している。

## 書誌情報
- 萩原ケイク『それでも愛を誓いますか？』双葉社〈ジュールコミックス〉、全8巻
  1. 2020年3月11日発売[10]、ISBN 978-4-575-33800-3
  2. 2020年8月17日発売[11]、ISBN 978-4-575-33820-1
  3. 2020年10月16日発売[12]、ISBN 978-4-575-33827-0
  4. 2021年1月16日発売[13]、ISBN 978-4-575-33839-3
  5. 2021年4月15日発売[14]、ISBN 978-4-575-33850-8
  6. 2021年10月14日発売[15]、ISBN 978-4-575-33863-8
  7. 2022年3月17日発売[16]、ISBN 978-4-575-33875-1
  8. 2022年8月17日発売[17]、ISBN 978-4-575-33889-8

## テレビドラマ
2021年10月3日から12月12日まで朝日放送テレビ制作・テレビ朝日系「ドラマL」枠で放送。主演は松本まりか。

### 出演者
- 純須純 - 松本まりか[8]
- 純須武頼 - 池内博之[18]
- 足立沙織 - 酒井若菜[18]
- 真山篤郎 - 藤原季節[18]
- 藤谷憲二 - 松澤匠[19]
- 三好果歩 - 松岡依都美[19]
- 橘野明 - 吉田沙世[19]
- 神山菜月 - 伊東蒼[19]
- 滝中河栞 - 内田慈[19]
- 滝中河五郎 - 菅原大吉[19]

### スタッフ
- 原作 - 萩原ケイク『それでも愛を誓いますか?』（双葉社）
- 監督 - 広瀬奈々子、森本晶一、橋本英樹、渡邉裕也
- 脚本 - 兵藤るり、鈴木史子、川原杏奈
- 音楽 - 池永正二
- 主題歌 - I Don't Like Mondays. 「音楽のように」（rhythm zone）[18]
- インティマシー・コーディネーター：西山ももこ
- チーフプロデューサー - 山崎宏太（ABCテレビ）
- プロデューサー - 松本太一（ABCテレビ）、奈良井正巳（ABCリブラ）、伊藤正昭
- 制作協力 - ABCリブラ
- 制作著作 - 朝日放送テレビ

### 放送日程
| 話数   | 放送日   | サブタイトル                                          | 脚本                       | 監督                |
| ------ | -------- | ----------------------------------------------------- | -------------------------- | ------------------- |
| 第1話  | 10月03日 | レス5年目子どもなし。松本まりか主演、30代夫婦の物語。 | 兵藤るり                   | 広瀬奈々子          |
| 第2話  | 10月10日 | 子なし夫婦のすれ違い。吸い寄せられる、心の逃げ場。    | 鈴木史子                   | 森本晶一            |
| 第3話  | 10月17日 | 容赦ない現実と、走り出す許されない想い                | 鈴木史子                   | 橋本英樹            |
| 第4話  | 10月24日 | 崩れる夫婦関係。既婚者と独身の適正距離。              | 鈴木史子                   | 広瀬奈々子          |
| 第5話  | 11月07日 | 既婚者の理性と、あふれ出る本能                        | 川原杏奈                   | 森本晶一            |
| 第6話  | 11月14日 | 夫婦の務め? 夫を追い詰める妻の責任感                  | 兵藤るり                   | 渡邉裕也            |
| 第7話  | 11月21日 | 母親という役職、妻という仕事。                        | 兵藤るり                   | 森本晶一            |
| 第8話  | 11月28日 | すれ違いをとかす夜…夫婦水入らずの旅へ。               | 川原杏奈                   | 広瀬奈々子 森本晶一 |
| 第9話  | 12月05日 | 残酷なキス、満たされる身体と埋められない心。          | 川原杏奈                   | 広瀬奈々子          |
| 最終話 | 12月12日 | 普通じゃない夫婦のかたち。                            | 兵藤るり 鈴木史子 川原杏奈 | 広瀬奈々子          |

- 10月31日、朝日放送テレビでは第49回衆議院議員総選挙開票特別番組『選挙ステーション2021』（19:58 - 翌2:00）放送のため休止。先行放送のテレビ朝日でもあわせて休止した。